# Sodom (álbum)
Sodom es el undécimo álbum de la banda alemana de thrash metal Sodom, publicado el 21 de abril de 2006. Las primeras versiones del álbum venían en un estuche e incluían un póster a color de la carátula del álbum. "El álbum es homónimo," explica Tom Angelripper, "porque cada banda necesita un álbum homónimo".

## Lista de canciones
- 1. "Blood on your Lips" – 4:43
- 2. "Wanted Dead" – 3:58
- 3. "Buried in the Justice Ground" – 3:09
- 4. "City of God" – 4:36
- 5. "Bibles and Guns" – 3:32
- 6. "Axis of Evil" – 4:36
- 7. "Lords of Depravity" – 2:48
- 8. "No Captures" – 4:47
- 9. "Lay Down the Law" – 3:57
- 10. "Nothing to Regret" – 2:54
- 11. "The Enemy Inside" – 4:06
- 12. "Kamikaze Terrorizer" (bonus track de la edición japonesa)

## Créditos
- Tom Angelripper - Voz, bajo
- Bernemann - Guitarra
- Bobby Schottkowski - Batería